# Commiphora mollis
Commiphora mollis is een soort uit de familie Burseraceae. Het is een middelgrote boom die een groeihoogte van 8 meter kan bereiken. De stam heeft een grijze of groengrijze kleur en de schors is glad en glanzend en bevat hars. De bladeren zijn afwisselend en oneven geveerd met 2 tot 6 paar blaadjes en een eindblaadje.
De soort staat op de Rode Lijst van de IUCN geklasseerd als 'niet bedreigd'.
De soort komt voor van Zuid-Kenia tot in Zuid-Afrika. Hij groeit daar op hete, goed gedraineerde zandgronden in droge gemengde bossen en bushveld en op rotsachtige uitsteeksels.
... 
C. africana · 
C. caudata · 
C. gileadensis · 
C.  guidottii · 
C. kataf · 
C. myrrha · 
C. simplicifolia · 
C. wightii · 
C. wildii
...